# Гокуліка
Гокуліка (санскр. Kurkuṭika, досл. «з роду бика») — школа гілки махасамґіків, що виникла в кінці III ст. до н. е., відстоюючи правдивість махаяна-сутр, що призвело до її виокремлення з махасамґків.

## Суть вчення
Основне положення її вчення формулювалося як «сансара — лише попіл» (звідси й ще одне найменування — куккулакатха, або «міркування про гарячий попел»). На відміну від махасамґів, гокуліки визнавали авторитетною лише Абхидхарма-питаку, вважаючи, що вивчення Сутра-питаки перешкоджає досягненню вищої мети. Гокуліки відмовлялися від проповіді, відтак і від місіонерської діяльності, вели відокремлений, аскетичний і споглядальницький спосіб життя.

## Історія
Джамалпур (один з великих районів Матхури) вважався центром Гокуліки у II ст. н. е. Ця релігійна школа перестала існувати в період між IV і IX століттям нашої ери.